# Skybalonyx skapter
Skybalonyx skapter — викопний вид плазунів родини Drepanosauridae, що існував у пізньому тріасі (220—219 млн років тому). Скам'янілі рештки плазуна знайдені у відкладеннях формації Чінле у Національному парку Скам'янілий ліс в Аризоні.

## Опис
Skybalonyx відомий лише з численних зразків збільшеного кігтя на другому пальці, характерного для інших дрепанозавридів. Проте, у порівнянні з іншими дрепанозаврами його збільшений кіготь ширшим ніж довшими. Функціональний аналіз його пазурів у порівнянні з іншими дрепанозаврами та різними живими тваринами вказує на те, що Skybalonyx використовував кіготь для розпорпування землі, можливо, навіть для риття нір. Це контрастує з способом життя інших дрепанозавридів, які були деревними тваринами.